# Demetrij Hvarski
Demetrij Hvarski (grško: Δημήτριος ἐκ Φάρου [Demetrios ek Farou], latinsko: Demetrius), grški plemič, ki je kot vazal ilirskega kralja Agrona vladal na otoku Hvaru, po prvi ilirski vojni pa kot varovani kralj Rimske republike delu ilirske jadranske obale, * ni znano, † 214. pr. n. št., Mesena, Peloponez, Grčija.
V prvi ilirski vojni (229-228 pr. n. št.) je prešel na rimsko stran. Rimljanom je omogočil osvojitev Korkire, za kar so ga nagradili s položajem  vladarja dela vzhodne jadranske obale kot protiutež ilirski kraljici Tevti. Kasneje je svoj položaj med Iliri utrdil s poroko z Agronovo vdovo Tritevto. Postal je zaveznik makedonskega kralja Antigona III. in mu pomagal v vojni proti špartanskemu kralju Kleomenu III.. Ilirski kontingenti so celo sodelovali v bitki pri Selasiji leta 222 pr. n. št.. Demetrij se je počutil dovolj močnega, da je začel izzivati rimsko oblast in podpirati piratstvo na Jadranu. Rimljani so zato leta 219 pr. n. št. proti njemu sprožili drugo ilirsko vojno in zasedli Hvar in druga njegova oporišča. Demetrij se je zatekel k mlademu makedonskemu kralju Filipu V., katerega je poskušal prepričati, naj sproži vojno z Rimom. 
Umrl je leta 214. pr. n. št. pri poskusu osvojitve Mesene na Peloponezu. 

## Zgodnje življenje
Demetrij, za katerega pravijo, da je bil Ilir  ali Grk, je bil iz grške kolonije na otoku Farosu, sedanjem Hvaru, ki je bila ustanovljena leta 358 pr. n. št.. Pod ilirskim kraljem Agronom je vladal otoku iz utrdbe Faros v sedanjem Starem Gradu, ki je obvladovala varno pristanišče.  Po Agronovi smrti leta 230 pr. n. št. je nadaljeval svoje vladanje pod regentinjo kraljico Tevto, Agronovo drugo ženo in mačeho Agronovega mladoletnega sina Pinesa.

## Prva ilirska vojna
Kraljica Tevta je leta 229 pr. n. št. nadaljevala ekspanzionistično politiko svojega pokojnega moža  in napadla otok Vis in mestni državi Korkira (Krf) in Epidamnos. Po priključitvi Epirja so bila ogrožena tudi mesta Lisos, Apolonija in Korkira Nigra. Po pomorski bitki pri otoku Paksosu se je otok Krf vdal in Tevta je Demetrija imenovala za enega od svojih zaupnikov.
Ko so Rimljani v prvi ilirski vojni 229 pr. n. št. odpluli proti Krfu, je Demetrij izdal svojo kraljico in Krf predal Rimljanom. Prestopil je na njihovo stran in jim na pohodu proti Iliriji služil za vodnika. Rimljani so hitro premagali Ilire. Tevta je pobegnila v Rizon, sedanji Risan v Boki Kotorski, Demetrij pa je postal Rimu podložni vladar ostanka Ilirskega kraljestva.  Za nagrado je dobil oblast na svojem rojstnem Hvaru in delu sosednjih ozemelj, kar pa ni trajala dolgo. Rimljani so ozemlje južno od Skadra priključili k svoji republiki in prepovedali ilirskim vojnim ladjam plovbo južno od Lisosa.

## Oživitev moči
V desetletju po letu 229 pr. n. št. je pod Demetrijevo vladavino ilirska moč oživila. Demetrij se je okoli leta 222 pr. n. št. poročil z Agronovo vdovo in Pinesovo materjo Tritevto in s tem okrepil svoj položaj. S poroko je uradno prevzel tudi položaj regenta Ilirskega kraljestva. Njegov vpliv se je s tem močno razširil in šibko Ilirsko kraljestvo je končno dobilo kompetentnega Pinesovega regenta. Začel je obnavljati tradicionalno dobre vezi z Makedonijo in se leta 222. pr. n. št. z  ilirskim korpusom kakšnih 1.600 mož  bojeval v bitki pri Selasiji, v kateri so  Makedonci odločilno  premagali Špartance.  Po bitki je poskušal razširiti svojo oblast tudi na račun Rima.
Rim je bil od leta 225 do 222 pr. n. št. zapleten v vojno s keltskimi ljudstvi v Padski nižini, zato je Demetriju uspelo pridobiti na svojo stran rimske zaveznike ilirske Atintane. Poleg tega je odplul južno od Lisosa, sedanjega Lezhëja v Albaniji, s čimer je prekršil mirovno pogodbo iz leta 228 pr. n. št., in ponovno obudil piratstvo. Leta 221 pr. n. št. je sklenil zavezništvo z  ilirskimi Histri na severu Jadrana. Histri so začeli  ovirati rimske oskrbovalne ladje, vendar so kmalu doživeli rimski protinapad. Ko so zgodaj poleti leta 221 pr. n. št. zaradi sklenitve makedonskega zavezništva z Ahajsko zvezo proti Etolski zvezi začele naraščati napetost tudi v Grčiji, so Iliri napadli na svoj preskušen način.
Leta 220 pr. n. št. sta Demetrij in njegov ilirski poveljnik Skerdilajd odplula z devetdesetimi galejami proti Peloponezu. Po neuspelem napadu na Pilos na zahodnem Peloponezu sta razdelila svojo vojsko: Demetrij je izkoristil priložnost in s petdesetimi ladjami odplul ropat Kiklade, Skerdilajd pa se je s štiridesetimi ladjami vrnil na sever. V Navpaktu se je na pregovarjanje svojega svaka Aminasa, kralja Atamanov, pridruži Etolcem v napadu na Ahajo. Etolci so s pomočjo domačih izdajalcev zasedli in požgali Kineto v severni Arkadiji, napad na Kleitor pa jim je spodletel. Demetrij je medtem v Kikladih oropal nekaj otokov, od drugih pa izsilil plačevanje davka, potem pa so ga začele zasledovati rodoške vojaške ladje. Rodos se je preživljal s trgovanjem v Egejskem morju, zato so pirati življenjsko ogrožali njegove interese. Demetrij se je pred njimi umaknil v Kenhrejo, mesto na Egejski obali v bližini Korinta. V tem času je bil v Kenhreji makedonski ambasador Tavrion. Ko je Tavrion izvedel za etolsko invazijo in dogodke v Kineti in videl, da je v  Kenhreji pristal Demetrij s svojim ladjevjem, ga je zaprosil za pomoč Ahajcem. V zameno bi mu Ahajci potegnili njegove ladje preko zemeljske ožine v Korintski zaliv.  Demetrij, ki je imel na ladjah bogat plen in se je bal napada rodoškega ladjevja, je Tavrionovo ponudbo sprejel. Etolci so se dva dni pred njegovim prehodom umaknili iz Ahaje, Demetrij pa je kljub temu oplenil nekaj njihovih obalnih mest in se vrnil v Korint.
Po povratku v domovino je še celo zimo napadal in ropal mesta in naselja rimskih zaveznikov  v južni Iliriji.  Rimljani, ki se dotlej  niso menili za dogajanja v mestih svojih bivših zaveznikov, so zdaj sklenili, da bodo zavarovali pristanišča na ilirski obali Jadrana, čeprav jim je grozila nova vojna s Kartagino. Začela se je druga ilirska vojna.

## Druga ilirska vojna
Demetrij se je na invazijo Rimljanov mnogo bolje pripravil kot Tevta leta 229 pr. n. št.. V Dimalu, mestu trdnjavi severozahodno od Apolonije, je namestil vojaško posadko, v drugih mestih pa odstranil vse svoje nasprotnike. Na domačem Hvaru je v Farosu zbral vojsko 6.000 svojih najboljših vojakov. 
Rimske odprave sta se, kot običajno, udeležila oba tisto leto izvoljena konzula.  Vodilno vlogo je imel konzul Lucij Emilij Pavel, ki je bil tri leta kasneje ubit v katastrofalnem rimskem porazu v bitki s Kartažani pri Kani. Mir na Jadranu je med pripravami na drugo punsko vojno za Rimljane ključnega pomena, zato je rimski senat sklenil, da bo najprej obračunal z Iliri.
Leta 219 pr. n. št. je senat odločil, da je ključ Demetrijeve moči v regiji mesto Dimale, zato se je konzul pripravil na obleganje mesta. Dimale je zasedel v samo sedmih dneh v frontalnem napadu in zatem odplul na Faros. Po padcu Dimala so se vsa ilirska mesta vdala in pod različnimi pogoji sprejela rimsko zaščito. Demetrij je napad Rimljanov pričakoval z dobro izurjeno in oboroženo vojsko za zidovi močne utrdbe v sedanjem Starem Gradu. Emilij se je želel izogniti dolgotrajnemu obleganju in je še enkrat poskusil s frontalnim napadom. Rimska vojska se je po izkrcanju umaknila v gozdnat del otoka. Naslednji dan je manjša skupina ladij poskušala zavesti Demetrija in se je z zadnje strani približala njegovim utrdbam. Ukana je očitno delovala. Demetrij jih je napadel, da bi preprečil njihovo izkrcanje, temu pa je sledil napad glavnine rimske vojske. Napad z dveh strani in odrezanost od zaščite mestnega obzidja je za ilirsko vojsko pomenil popoln poraz. Ilirska vojska se je vdala, Demetrij pa je pobegnil v Makedonijo na dvor kralja Filipa V. Makedonskega.

### Posledice
Rimljani so po bitki porušili utrdbe v Farosu. Emilij se je še pred poletjem vrnili v Rim, kjer je prejel čestitke za dobro opravljeno delo. Rim je zavaroval vse svoje posesti v Iliriji, ponovno uveljavil vse pridobitve iz prve ilirske vojne in Demetrijevemu nasledniku kralju Pinesu vsilil vse omejitve, sprejete leta 228. pr. n. št..  Pines je moral poleg tega Rimu plačati zaostale davke in vojno odškodnino.  Rimska republika je od Makedoncev zahtevala Demetrijevo izročitev, vendar je Filip njihove zahteve zavrnil. 
Šibko Ilirsko kraljestvo je kmalu postalo lahek plen Makedoncev. Po delnem uničenju kraljestva so na njegovem ozemlju  nastale majhne mestne zveze Partinov, Bilinov, Amanatinov in drugih.

## Dvorni svetovalec
Demetrij je bil na makedonskem dvoru toplo sprejet in je postal eden od Filipovih najbolj zaupnih svetovalcev. Polibij pravi, da je bil ključna oseba pri oblikovanju Filipove drže proti Iliriji in Rimu.  Ko je Filip leta 217 pr. n. št. izvedel za Hanibalovo zmago nad  Rimljani pri Trazimenskem jezeru, je pismo najprej pokazal samo Demetriju. Demetrij, ki je v rimskem porazu morda videl priložnost za povrnitev svojih nekdanjih posesti  v Iliriji, je svetoval Filipu, naj takoj prekine vojno z Etolci in preusmeri svojo pozornost proti zahodu.
Filipa ni bilo težko prepričati in je upošteval Demetrijev nasvet.  Leta 217 pr. n. št. je Skerdilajdu napovedal vojno, s katero je nameraval osvojiti svoja nedavno izgubljena ozemlja in razširiti oblast proti zahodu. Njegova hotenja so nazadnje privedla do prve in druge makedonske vojne z Rimom.
Demetrijev vpliv je prepoznaven tudi v pogodbi o zavezništvu med Filipom in Hanibalom iz leta 215 pr. n. št..  Eden od členov pogodbe je namreč določal, da mora vsaka mirovna pogodba, sklenjena z Rimom, vsebovati določilo, da bi v primeru, če bi se Rimljani odrekli svoji oblasti v Korkiri, Apoloniji, Epidamnu, Farosu, Dimalu, Partiniji in Atintaniji, ta ozemlja prišla pod Demetrijevo oblast.
Polibij je Demetrija krivil tudi za Filipovo tiransko obnašanje.  Eden od dogodkov, v katerega je bil nedvomno vmešan Filip,  je bil pokol v Meseni leta 215 pr. n. št., v katerem so meščani pobili svoje vodje.  Filip je prišel naslednji dan na prizorišče pokola, da bi izkoristil priložnost in zasedel  akropolo. Svoje svetovalce je vprašal, ali drobovje žrtvovane živali kaže, naj citadelo zapusti ali naj jo zasede.  Demetrij mu je odgovoril: "Če imaš srce preroka, jo čim prej zapusti, če si hraber in moder kralj, pa jo obdrži, ker takšne priložnosti morda nikoli več ne boš imel. Če držiš vola za oba rogova, ga lahko obvladaš tudi sam".
Filip je v tem primeru upošteval bolj umerjeno mnenje svetovalca Arata, naj citadelo zapusti. Dogodek v Meseni je kljub temu označil začetek slabšanja Filipovega značaja kot tudi izgubljanje njegove priljubljenosti. Polibij v svojem primerjanju Demetrija in Arata pravi, da Aratovo življenje dovolj dobro dokazuje, da tako podlega dejanja on ne bi storil, da pa bi takšno dejanje  zlahka pripisali Demetriju Hvarskemu. Filip je zaradi umirjene Aratove drže užival naklonjenost Grkov, 
pod Demetrijevim vodstvom pa je izgubil svoje dobro ime in njihovo zaupanje.
Filip je naslednje leto poskušal popraviti svojo napako in osvojiti Meseno. Demetrij Hvarski je bil pri tem ubit.